# Réserve écologique de la Grande-Rivière
Die Réserve écologique de la Grande-Rivière ist ein im Jahr 2001 auf einer Fläche von 173 km² eingerichtetes Schutzgebiet im Süden der kanadischen Provinz Québec.

## Lage, Aufgaben
Es liegt in der regionalen Grafschaftsgemeinde Le Rocher-Percé an der Ostspitze der Gaspésie-Halbinsel und schützt das zusammenhängende Gebiet des Oberlaufs der La Grande Rivière auf 40 km Länge, sowie das ihrer Nebenflüsse. Dieser Fluss ist nicht mit dem Ottawa zu verwechseln, der vielfach „la Grande Rivière“ oder „the Grand River“ genannt wird, oder mit La Grande Rivière im Nordwesten der Provinz.

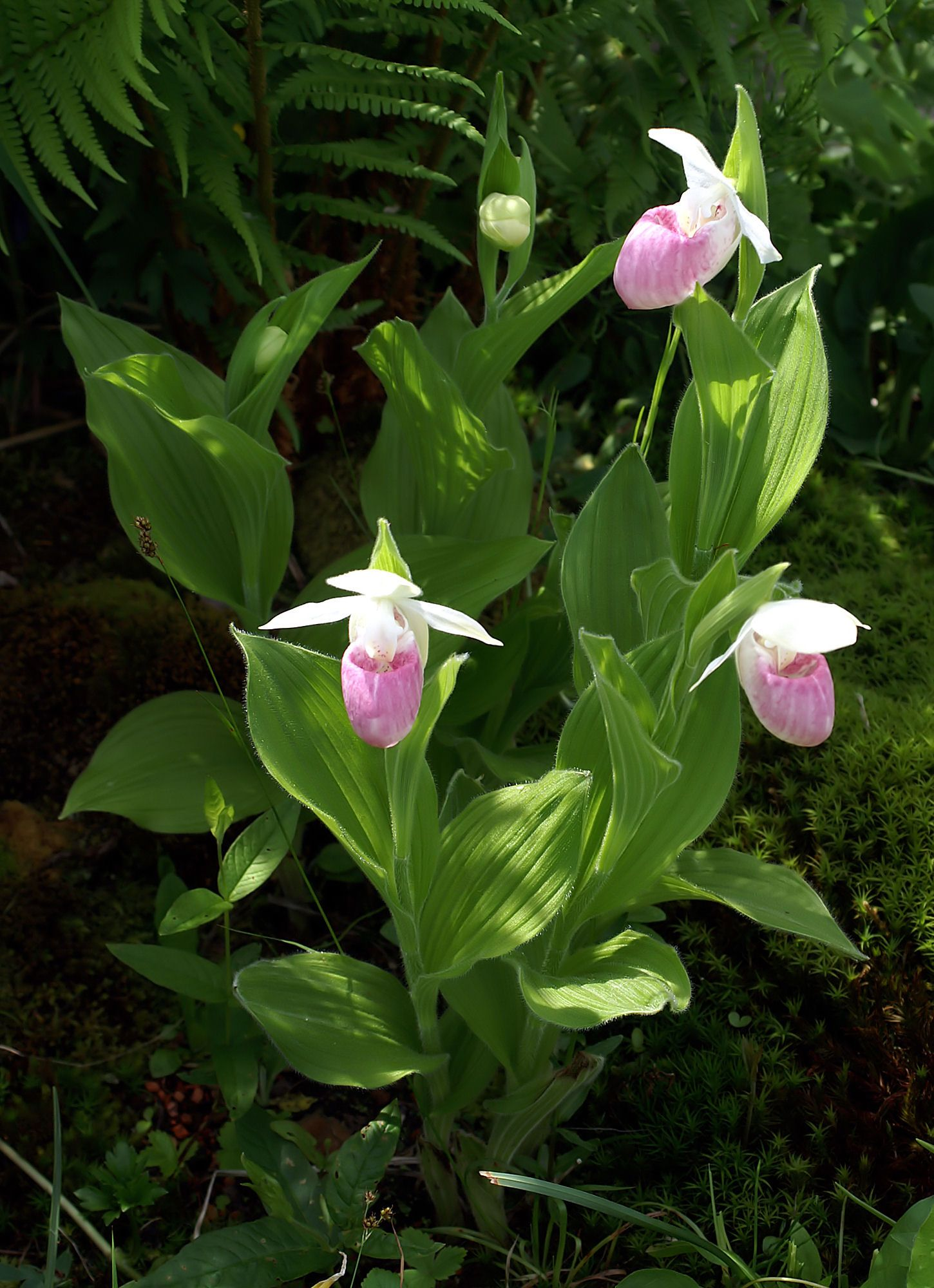
Königin-Frauenschuh

Das Gebiet ist weitgehend unberührt von menschlichen Eingriffen und von größeren Waldbränden. Damit wird neben dem Ökosystem auch die Trinkwasserversorgung der Stadt Grande-Rivière an der Küste gesichert. Unterhalb des Schutzgebiets besteht ein Gebiet mit begrenzter wirtschaftlicher Ausbeutung.

## Flora
An Baumarten sind im Schutzgebiet Schwarz-Fichte, Balsam-Tanne, Abendländischer Lebensbaum, gelegentlich auch Papier-Birke vertreten. Auch finden sich in den höher gelegenen Gebieten im Südosten Rot-Ahorn sowie Gelb- und Papierbirke, in dem Gebiet am Grande Rivière Est liegt eines der nördlichsten Vorkommen von Zucker-Ahorn sowie Gelbbirken.
Im Schutzgebiet finden sich zahlreiche weitere Pflanzenarten, wie der Ruprechtsfarn (Gymnocarpium robertianum), aber auch Alpenwinterfarn (Woodsia alpina) oder Dryas drummondii aus der Gattung der Silberwurzen. Letztere ist ein Relikt der letzten Eiszeit; ansonsten kommt die Pflanze erst wieder 1500 km weiter im Norden vor.
Neben diese gelten Arnica lonchophylla subsp. lonchophylla aus der Gattung Arnika seit 2001, und der Königin-Frauenschuh (Cypripedium reginae) als gefährdet. Vollständig geschützt sind die Asters d’Anticosti, die Astern von Anticosti.

## Fauna
Geschützt sind der Atlantische Lachs, der Steinadler und der Weißwedelhirsch.